# U-50488
U-50488 je lek koji deluje kao visoko selektivni agonist κ-opioidnog receptora, bez μ-opioidnih antagonističkog dejstva. On ima analgetske, diuretske i antitusivne efekte, i poništava memorijski uticaj antiholinergičkih lekova. U-50488 je bio jedan od prvih selektivnih kapa agonista i istraživanja osobina njegovih derivata su dovela do razvoja velike familije srodnih jedinjenja.

## Literatura
1. ↑  Von Voigtlander, PF; Lewis, RA (1982). „U-50,488, a selective kappa opioid agonist: comparison to other reputed kappa agonists”. Progress in neuro-psychopharmacology & biological psychiatry. 6 (4-6): 467—70. PMID 6298890.
2. ↑  Kamei, J (1996). „Role of opioidergic and serotonergic mechanisms in cough and antitussives”. Pulmonary pharmacology. 9 (5-6): 349—56. PMID 9232674. doi:10.1006/pulp.1996.0046.
3. ↑  Hiramatsu, M; Kameyama, T (1998). „Roles of kappa-opioid receptor agonists in learning and memory impairment in animal models”. Methods and findings in experimental and clinical pharmacology. 20 (7): 595—9. PMID 9819804.
4. ↑  Szmuszkovicz, J (1999). „U-50,488 and the kappa receptor: a personalized account covering the period 1973 to 1990”. Progress in drug research. Fortschritte der Arzneimittelforschung. Progres des recherches pharmaceutiques. 52: 167—95. PMID 10396128.
5. ↑  Szmuszkovicz, J (1999). „U-50,488 and the kappa receptor. Part II: 1991-1998”. Progress in drug research. Fortschritte der Arzneimittelforschung. Progres des recherches pharmaceutiques. 53: 1—51. PMID 10616295.

## Spoljašnje veze
|  | Molimo Vas, obratite pažnju na važno upozorenje u vezi sa temama iz oblasti medicine (zdravlja). |